# Studebaker Power Hawk
Studebaker Power Hawk – samochód o charakterze sportowym amerykańskiej marki Studebaker produkowany w latach 1955–1956 przez Studebaker-Packard Corporation, z pięciomiejscowym nadwoziem coupé. Wyprodukowano ponad 7 tysięcy sztuk, w ramach jedynego roku modelowego 1956. Napędzany był silnikiem V8 o pojemności 4,24 l i  mocy 170 lub 185 KM.

## Historia
W 1953 roku firma Studebaker wprowadziła nową linię samochodów o nowoczesnych, opływowych, niskich nadwoziach; innych od dominujących wówczas na rynku amerykańskim i porównywanych do samochodów europejskich. Autorem ich stylistyki był Robert Bourke ze studia Raymonda Loewy′ego. Produkowane wówczas modele osobowe Champion i Commander miały też swoje odmiany o charakterze sportowym z nadwoziami hardtop i coupé, w kilku wersjach wyposażenia. Cechą szczególną ich stylistyki była maska łagodnie opadająca pomiędzy błotnikami do zderzaka przedniego, nad którym znajdowały się dwa podłużne wloty powietrza. Od roku modelowego 1956, debiutującego w listopadzie poprzedniego roku, modele sportowe zostały przestylizowane i wydzielone jako osobna seria, otrzymując nazwę Hawk (jastrząb) z  dodatkowymi określeniami (Flight Hawk w miejsce Champion DeLuxe coupe, Power Hawk w miejsce Commander DeLuxe coupe, Sky Hawk w miejsce President State hardtop i Golden Hawk w miejsce President Speedster hardtop). 

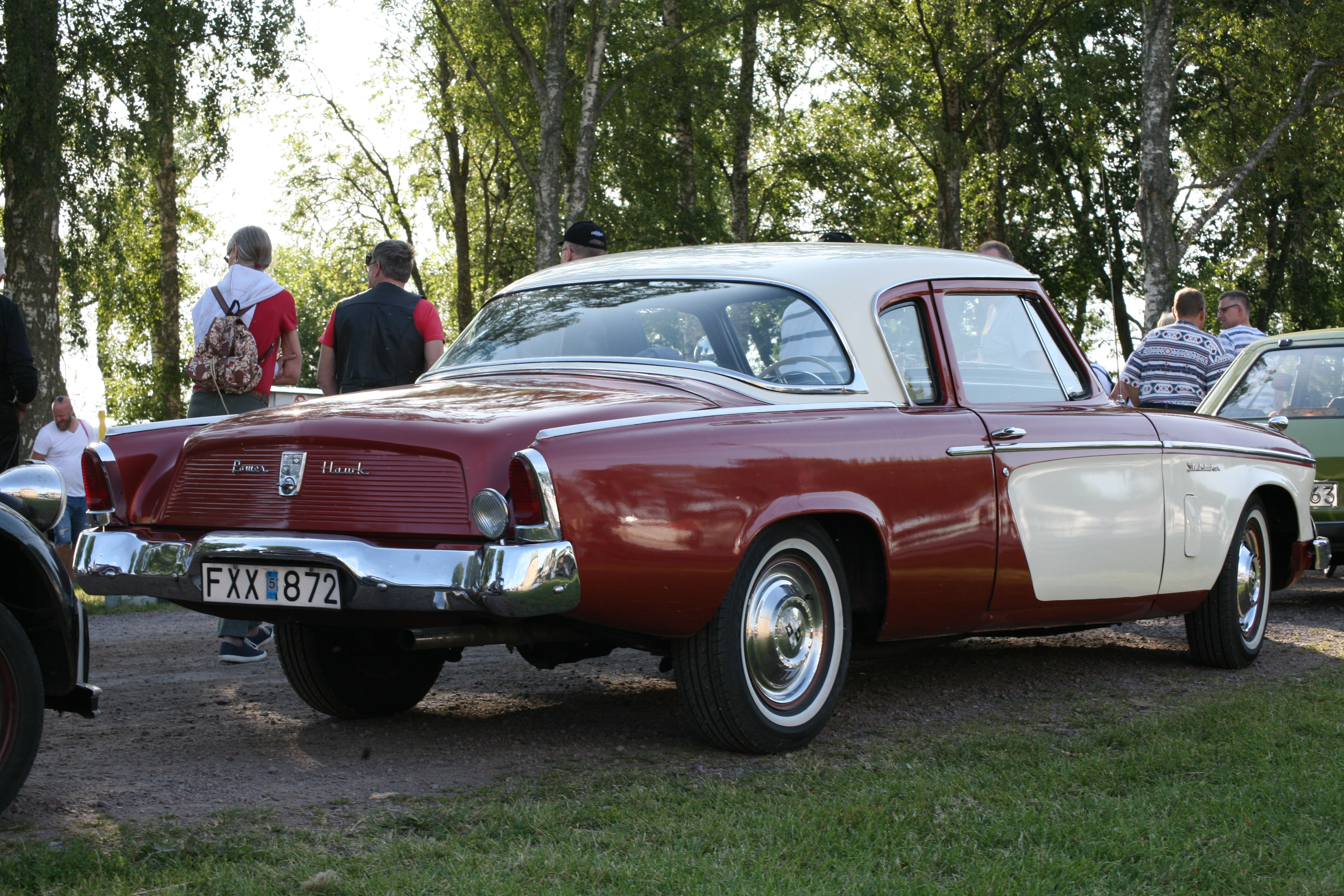
Studebaker Power Hawk od tyłu

Power Hawk był pozycjonowany jako drugi pod względem ceny z czterech modeli sportowych serii Hawk, i pierwszy z silnikiem ośmiocylindrowym. Posiadał dwudrzwiowe pięciomiejscowe nadwozie coupé ze słupkami środkowymi, takie samo jak tańszy Flight Hawk, różniący się słabszym silnikiem. Oba były reklamowane jako rodzinne samochody budżetowego segmentu rynku, o sportowym zacięciu, z wygodnymi miejscami dla pięciu osób. Wszystkie modele z serii Hawk otrzymały przestylizowany przód w stosunku do oryginalnego projektu: centralna część maski została podniesiona i otrzymała z przodu atrapę chłodnicy o kształcie zbliżonym do trapezowego, rozszerzającego się u góry, pokrytą chromowaną kratką. Po jej bokach nad zderzakiem były dwa dodatkowe podłużne chromowane wloty powietrza, nawiązujące do pierwotnej stylistyki z 1953 roku. Między centralną podniesioną częścią a wystającymi pojedynczymi reflektorami na przedłużeniu błotników, maska nadal łagodnie opadała, dochodząc do wlotów powietrza. Dodatkowo na górze wystającej części maski był mały chwyt powietrza. Nad błotnikami przednimi były wolno stojące światła parkingowe – kierunkowskazy, w opływowych obudowach. Samochody otrzymały też nową deskę przyrządów, na panelu ze stali nierdzewnej. Rozstaw osi wynosił 120,5 cala (ok. 3 m).
Power Hawk był wyposażony w silnik V8 OHV Sweepstakes o pojemności 259 cali sześciennych (4,24 l) z dwugardzielowym gaźnikiem, rozwijający moc 170 KM, a za dopłatą z czterogardzielowym gaźnikiem, rozwijający moc 185 KM. Stopień sprężania wynosił 7,8:1, a opcjonalnie 8,3:1. Standardowo była stosowana trzybiegowa skrzynia mechaniczna, za dopłatą był dostępny nadbieg (overdrive) lub skrzynia automatyczna Flight-O-Matic (189 dolarów). Wyposażenie standardowe było tylko podstawowe, a wyposażeniu dodatkowym było m.in. radio, zegar elektryczny, wspomaganie kierownicy i hamulców oraz elektrycznie opuszczane szyby.
Wyprodukowano od listopada 1955 roku 7095 samochodów Power Hawk (najwięcej z rodziny modeli Hawk), a cena bez wyposażenia dodatkowego wynosiła 2101 dolarów. Produkowano je w zakładach w Los Angeles i South Bend. Nadwozie miało kod fabryczny 56B-C3.
W kolejnym 1957 roku zrezygnowano z modelu Power Hawk, zastępując go przez nowy model coupé Silver Hawk z silnikiem V8 o nieco większej pojemności 289 cali sześciennych.